# گنادی سارافانوف
گنادی سارافانوف (به انگلیسی: Gennadi Sarafanov) فضانورد اهل اتحاد شوروی است که در ۱ ژانویه ۱۹۴۲ در سیتنکیه زاده شد. وی در مأموریت سایوز ۱۵ حضور داشته است.